# Казки стриптиз-клубу
«Казки стриптиз-клубу» (англ. Go Go Tales) — американський художній фільм режисера Абеля Феррари. Був показаний поза конкурсом у 2007 році на Каннському кінофестивалі.

## В ролях
- Віллем Дефо — Рей Рубі
- Боб Госкінс — Барон
- Метью Модайн — Джонні Рубі
- Азія Ардженто — Монро
- Ріккардо Скамарчо — Доктор Стівен
- Сильвія Майлз — Ліліан Мюррей
- Рой Дотріс — Джей
- Джозеф Кортезе — Денні Кеш
- Берт Янг — Мюррей
- Стефанія Рокка — Деббі
- Б'янка Балті — Adrian
- Шенін Лі — Dolle
- Лу Дуайон — Lola
- Frankie Cee — Luigi
- Прас — Sandman
- Семмі Паша — Sam
- Ніколас Де Сельї — Bobby B.
- Johnny Skreli — Junior
- Аніта Палленберг — Sin
- Alberto Mangiante — Big Don
- Роміна Павер — Yolanda Vega
- Антон Роджерс — Barfly
- Джастін Маттера — Sugar
- Мануела Зеро — Sophie
- Sabina Began — Elektra
- Селена Ху — Leila
- Chiara Picchi — Ally
- Джулі МакНивен — Madison
- Хільда Лапардхайя — Salome
- Марія Джурадо — Goldie
- Юлія Маярчук — Tania
- Аврора Джуліані — Kelly
- Мара Адріані — Mara
- Лейла Вірзі — Bonnie
- Рей Шнітцер — Upstairs Barman
- Олена Ваганова — Murray's Girl
- Ірина Ваганова — Murray's Girl
- Енді Луотто — Stanley
- Денні Квінн — Clark
- Лал Нірмал — Asim
- Singh Gurcharnjit — Zoom
- Dominot — Mrs. Mime
- Френк ДеКертіс — DJ
- Чен Джин Ханг — Ling
- Юн Чо Санг — Mr. Yamamoto
- Ши Янг — Medical Student
- Якопо Ло Фаро — The Crab
- Франсіс Пардейян — Wall Street broker
- Джей Нателлі — Wall street broker
- Франческо Серіна — Wall street broker
- Донато Антоніо Леммо — Wall street broker
- Емануеле Каруччі Вітербі — Wall street broker
- Даніель Де Мартіно — Wall street broker
- Леслі Ксут — Wall Street Broker
- Адріан МакКорт — Wall Street broker
- Alessandro Demcenko — Wall street broker
- Деніел Белдок — Wall street broker
- Marcus J. Cotterell — Wall street broker
- Озеф Мюррей — Wall Street Broker
- Neri Fiuzzi — Wall street broker
- Ada Perotti — Dancer